# Discografia di Avril Lavigne
Questa pagina contiene l'intera discografia di Avril Lavigne, una cantautrice canadese che ha pubblicato sei album di inediti, quattro EP, ventisei singoli e tre colonne sonore. La prima nel 2006 con la canzone Keep Holding On, usata nel film Eragon. La seconda, nel 2011, usata nel film Alice in Wonderland, la canzone intitolata Alice. La terza nel 2015 con Give You What You Like, usata nel film Baby sitter black book.
Il suo album di debutto, Let Go, è stato pubblicato nel 2002 e ha venduto a livello mondiale più di 20 milioni di copie. Il secondo album, Under My Skin, pubblicato nel 2004, conferma il successo del primo vendendo 16 milioni di copie in tutto il mondo. Nel 2007 venne pubblicato The Best Damn Thing che ha venduto globalmente oltre 8 milioni di copie. A marzo 2011 esce Goodbye Lullaby, mentre nel novembre 2013 venne pubblicato il quinto album, Avril Lavigne. Nel febbraio del 2019 pubblica il suo sesto album, Head Above Water. Nel febbraio 2022 pubblica il suo settimo album, Love Sux.

## Album

### Album in studio
| Anno                                                           | Dettagli | Posizioni massime in classifica | Posizioni massime in classifica | Posizioni massime in classifica | Posizioni massime in classifica | Posizioni massime in classifica | Posizioni massime in classifica | Posizioni massime in classifica | Posizioni massime in classifica | Posizioni massime in classifica | Posizioni massime in classifica | Posizioni massime in classifica | Posizioni massime in classifica | Posizioni massime in classifica | Posizioni massime in classifica | Posizioni massime in classifica | Posizioni massime in classifica | Posizioni massime in classifica | Certificazioni |
| Anno                                                           | Dettagli | US                              | AUS                             | NZL                             | CAN                             | AUT                             | GER                             | ITA                             | NED                             | SWI                             | UK                              | IRL                             | FRA                             | POR                             | FIN                             | BEL (Fia)                       | BEL (Wal)                       | SWE                             | Certificazioni |
| -------------------------------------------------------------- | --- | ------------------------------- | ------------------------------- | ------------------------------- | ------------------------------- | ------------------------------- | ------------------------------- | ------------------------------- | ------------------------------- | ------------------------------- | ------------------------------- | ------------------------------- | ------------------------------- | ------------------------------- | ------------------------------- | ------------------------------- | ------------------------------- | ------------------------------- | --- |
| 2002                                                           | Let Go - Pubblicato: 4 giugno 2002 - Etichetta: Arista Records - Formati: CD, download digitale                     | 2                               | 1                               | 1                               | 1                               | 2                               | 2                               | 6                               | 4                               | 2                               | 1                               | 2                               | 13                              | 10                              | 9                               | 7                               | 9                               | 6                               | - Argentina: Platino - Australia: 7× Platino - Austria: Platino - Belgio: Oro - Brasile: 3× Platino - Canada: Diamante - Danimarca: 3× Platino - Finlandia: Oro - Francia: 2× Oro - Germania: 3× Oro - Giappone: Diamante - Grecia: Oro - Hong Kong: Platino - Irlanda: 8× Platino - Italia: Diamante - Messico: Oro - Norvegia: Platino - Nuova Zelanda: 5× Platino - Paesi Bassi: Platino - Polonia: Oro - Portogallo: Platino - Regno Unito: 6× Platino - Spagna: Platino - Stati Uniti: 7× Platino - Svezia: Platino - Svizzera: 2× Platino - Taiwan: 5× Platino - Ungheria: Oro |
| 2004                                                           | Under My Skin - Pubblicato: 21 maggio 2004 - Etichetta: Arista Records - Formati: CD, download digitale             | 1                               | 1                               | 7                               | 1                               | 1                               | 1                               | 3                               | 13                              | 2                               | 1                               | 1                               | 4                               | 3                               | 14                              | 5                               | 6                               | 14                              | - Argentina: Platino - Australia: Platino - Austria: Platino - Belgio: Oro - Brasile: Platino - Canada: 5× Platino - Francia: Oro - Germania: Oro - Giappone: Diamante - Grecia: Oro - Hong Kong: Platino - Irlanda: 3× Platino - Italia: 3× Platino - Messico: Platino - Nuova Zelanda: Oro - Portogallo: Argento - Regno Unito: 2× Platino - Russia: Platino - Spagna: Oro - Stati Uniti: 3× Platino - Svizzera: Platino |
| 2007                                                           | The Best Damn Thing - Pubblicato: 13 aprile 2007 - Etichetta: RCA Records - Formati: CD, download digitale          | 1                               | 2                               | 2                               | 1                               | 1                               | 1                               | 1                               | 8                               | 2                               | 1                               | 1                               | 3                               | 9                               | 8                               | 9                               | 4                               | 6                               | - Argentina: Platino - Australia: 2× Platino - Austria: Platino - Belgio: Oro - Brasile: Platino - Canada: 4× Platino - Francia: Oro - Germania: Oro - Grecia: Oro - Giappone: Diamante - Hong Kong: Platino - Irlanda: 2× Platino - Italia: 2× Platino - Messico: Platino - Nuova Zelanda: Oro - Polonia: Oro - Portogallo: Oro - Regno Unito: Platino - Russia: 4× Platino - Stati Uniti: 2× Platino - Svizzera: Platino - Taiwan: 5× Platino - Ungheria: Oro |
| 2011                                                           | Goodbye Lullaby - Pubblicato: 8 marzo 2011 - Etichetta: RCA Records - Formati: CD, download digitale                | 4                               | 1                               | 7                               | 2                               | 3                               | 4                               | 5                               | 11                              | 2                               | 9                               | 12                              | 4                               | 5                               | 8                               | 11                              | 10                              | 10                              | - Australia: Oro - Brasile: Platino - Canada: Platino - Corea del Sud: Platino - Giappone: Platino - Hong Kong: Platino - Indonesia: Oro - Italia: Oro - Messico: Oro - Regno Unito: Oro - Repubblica Ceca: Oro - Russia: Platino - Singapore: Oro - Stati Uniti: Oro - Taiwan: 5× Platino - Venezuela: Oro |
| 2013                                                           | Avril Lavigne - Pubblicato: 5 novembre 2013 - Etichetta: Epic Records - Formati: CD, download digitale              | 5                               | 9                               | 8                               | 4                               | 7                               | 15                              | 8                               | 11                              | 2                               | 14                              | 20                              | 30                              | 3                               | 14                              | 37                              | 36                              | 39                              | - Brasile: Oro - Canada: Platino - Cina: Oro - Corea del Sud: Oro - Giappone: Oro - Regno Unito: Argento - Russia: Platino - Stati Uniti: Oro - Taiwan: 4× Platino |
| 2019                                                           | Head Above Water - Pubblicato: 15 febbraio 2019 - Etichetta: BMG Rights Management - Formati: CD, download digitale | 13                              | 9                               | 21                              | 5                               | 2                               | 3                               | 6                               | 18                              | 4                               | 10                              | 25                              | 34                              | 11                              | 41                              | 12                              | 25                              | 16                              | - Canada: 2× Platino - Danimarca: Oro |
| 2022                                                           | Love Sux - Pubblicato: 25 febbraio 2022 - Etichetta: Elektra, DTA - Formati: CD, download digitale                  | 9                               | 3                               | 19                              | 3                               | 3                               | 6                               | 22                              | 23                              | 7                               | 3                               | 19                              | 70                              | 13                              | —                               | 10                              | 9                               | —                               | |
| "—": non entrato in classifica o non pubblicato in quel paese. | |                                 |                                 |                                 |                                 |                                 |                                 |                                 |                                 |                                 |                                 |                                 |                                 |                                 |                                 |                                 |                                 |                                 | |

### Album dal vivo
| Anno | Dettagli | Certificazioni                                                                                  |
| ---- | --- | ----------------------------------------------------------------------------------------------- |
| 2003 | My World - Pubblicato: 31 ottobre 2003 - Etichetta: Arista Records - Formato: CD/DVD                         | - Australia: Platino - Brasile: Platino - Canada: 7× Platino - Giappone: Oro - Regno Unito: Oro |
| 2005 | Bonez Tour 2005 Live at Budokan - Pubblicato: 7 dicembre 2005 - Etichetta: Arista Records - Formato: DVD     | - Giappone: Oro                                                                                 |
| 2008 | The Best Damn Tour - Live in Toronto - Pubblicato: 19 settembre 2008 - Etichetta: RCA Records - Formato: DVD | - Canada: Oro                                                                                   |

### Greatest hits
| Anno | Dettagli                                                                                               |
| ---- | --- |
| 2024 | Avril Lavigne: Greatest Hits - Pubblicato: 21 giugno 2024 - Etichetta: Legacy Recordings - Formato: CD |

### Extended play
| Anno | Dettagli                                                                       |
| ---- | ------------------------------------------------------------------------------ |
| 2003 | The Angus Drive - Pubblicato: 2002 - Formato: CD                               |
| 2003 | Try to Shut Me Up EP - Pubblicato: 27 maggio 2003 - Formati: Download digitale |
| 2004 | Live Acoustic - Pubblicato: 1º luglio 2004 - Formati: CD, download digitale    |
| 2008 | Control Room Live EP - Pubblicato: 15 aprile 2008 - Formato: Download digitale |

### Remix
| Anno | Dettagli |
| ---- | --- |
| 2010 | Essential Mixes - Pubblicato: 21 settembre 2010 - Etichetta: Arista Records - Formati: CD, download digitale |

## Singoli

### Come artista principale
| Anno                                                           | Singolo                                    | Posizioni massime in classifica | Posizioni massime in classifica | Posizioni massime in classifica | Posizioni massime in classifica | Posizioni massime in classifica | Posizioni massime in classifica | Posizioni massime in classifica | Posizioni massime in classifica | Posizioni massime in classifica | Posizioni massime in classifica | Posizioni massime in classifica | Posizioni massime in classifica | Certificazioni | Album di provenienza                  |
| Anno                                                           | Singolo                                    | AUS                             | AUT                             | CAN                             | FRA                             | GER                             | IRL                             | ITA                             | NZ                              | UK                              | US                              | SWE                             | SWI                             | Certificazioni | Album di provenienza                  |
| -------------------------------------------------------------- | ------------------------------------------ | ------------------------------- | ------------------------------- | ------------------------------- | ------------------------------- | ------------------------------- | ------------------------------- | ------------------------------- | ------------------------------- | ------------------------------- | ------------------------------- | ------------------------------- | ------------------------------- | --- | ------------------------------------- |
| 2002                                                           | Complicated                                | 1                               | 2                               | 1                               | 21                              | 3                               | 1                               | 2                               | 1                               | 3                               | 2                               | 2                               | 2                               | - AUS: Platino (7) - DEN: Oro - AUT: Oro - CAN: Platino (4) - GER: Oro - BRA: Platino - ITA: Platino (6) + Platino - JPN: Oro - POR: Oro - NZ: Platino - SWE: Oro - NOR: Platino - SWI: Oro - UK: Platino (4) - USA: Diamante | Let Go                                |
| 2002                                                           | Sk8er Boi                                  | 3                               | 7                               | 29                              | 28                              | 18                              | 3                               | 8                               | 2                               | 8                               | 10                              | 12                              | 17                              | - DEN: Oro - AUS: Platino - CAN: Platino (3) - GER: Oro - BRA: Platino - NZ: Platino - UK: Platino (2) - USA: Platino (3) - ITA: Platino (5)                                                                                  | Let Go                                |
| 2002                                                           | I'm with You                               | —                               | 13                              | 18                              | 34                              | 13                              | 5                               | 5                               | 5                               | 7                               | 4                               | 11                              | 12                              | - NZL: Oro - UK: Oro - BEL: Platino - DEN: Platino - MEX: Platino - GER: Platino (3) - JPN: Platino (4) - AUT: Platino (4) - CAN: Platino (7) - AUS: Platino (9) - ITA: Platino (6) - USA: Platino (3)                        | Let Go                                |
| 2003                                                           | Losing Grip                                | 20                              | 40                              | —                               | —                               | 43                              | 18                              | —                               | —                               | 22                              | 64                              | —                               | 49                              | - USA: Oro - ITA: Platino (2) | Let Go                                |
| 2003                                                           | Mobile                                     | —                               | —                               | —                               | —                               | —                               | —                               | —                               | 26                              | —                               | —                               | —                               | —                               | | Let Go                                |
| 2004                                                           | Don't Tell Me                              | 10                              | 12                              | 5                               | 53                              | 10                              | 9                               | 4                               | 15                              | 5                               | 22                              | 30                              | 9                               | - SUI: Oro - FRA: Oro - GER: Oro (3) - BEL: Platino - SWE: Platino (3) - AUS: Platino - JPN: Platino (2) - UK: Platino - CAN: Platino (2) - DEN: Platino (3) - ITA: Platino (4) - USA: Platino (4)                            | Under My Skin                         |
| 2004                                                           | My Happy Ending                            | 6                               | 8                               | 11                              | 39                              | 17                              | 7                               | 7                               | —                               | 5                               | 9                               | 11                              | 23                              | - AUS: Oro - BRZ: Platino - CAN: Platino - UK: Argento - ITA: Platino (4) - USA: Platino (2) | Under My Skin                         |
| 2004                                                           | Nobody's Home                              | 24                              | 20                              | 4                               | 24                              | 29                              | 19                              | —                               | —                               | 24                              | 41                              | —                               | 35                              | - BRZ: Platino - CAN: Oro - USA: Oro - ITA: Platino (2) | Under My Skin                         |
| 2005                                                           | He Wasn't                                  | 25                              | 35                              | 75                              | —                               | 29                              | 35                              | —                               | 38                              | 23                              | —                               | —                               | 43                              | - USA: Oro - ITA: Platino | Under My Skin                         |
| 2006                                                           | Keep Holding On                            | —                               | —                               | 14                              | —                               | —                               | —                               | —                               | —                               | 175                             | 17                              | —                               | —                               | - UK: Platino - USA: Platino - ITA: Platino | Eragon: Music from the Motion Picture |
| 2007                                                           | Girlfriend                                 | 1                               | 1                               | 1                               | 2                               | 3                               | 1                               | 1                               | 1                               | 2                               | 1                               | 1                               | 3                               | - BEL: Oro - AUS: Platino (4) - AUT: Oro - CAN: Platino (4) - GER: Oro - BRA: Platino - JPN: Diamante - NZ: Oro - UK: Platino - ITA: Platino (3) - USA: Platino (7)                                                           | The Best Damn Thing                   |
| 2007                                                           | When You're Gone                           | 4                               | 10                              | 8                               | 17                              | 17                              | 4                               | 4                               | 26                              | 3                               | 24                              | 8                               | 14                              | - AUS: Platino - CAN: Platino (2) - BRA: Platino - JPN: Oro - UK: Oro - ITA: Platino (3) - USA: Platino (2) | The Best Damn Thing                   |
| 2007                                                           | Hot                                        | 14                              | 17                              | 10                              | —                               | 26                              | 19                              | —                               | 30                              | 30                              | 95                              | 53                              | 61                              | - AUS: Oro - USA: Oro | The Best Damn Thing                   |
| 2008                                                           | The Best Damn Thing                        | —                               | 51                              | 76                              | —                               | 64                              | —                               | —                               | —                               | —                               | 107                             | —                               | —                               | - BRZ: Platino | The Best Damn Thing                   |
| 2010                                                           | Alice                                      | 39                              | 19                              | 51                              | —                               | 27                              | —                               | —                               | —                               | 59                              | 71                              | —                               | 73                              | - JPN: Oro | Almost Alice                          |
| 2011                                                           | What the Hell                              | 6                               | 20                              | 8                               | 18                              | 21                              | 30                              | 15                              | 5                               | 16                              | 11                              | 51                              | 18                              | - MEX: Oro - BEL: Platino (3) - AUS: Platino (4) - CAN: Platino (4) - NOR: Platino (2) - DEN: Platino (4) - ITA: Oro - NZ: Oro - UK: Platino (2) - JAN: Platino (2) - FRA: Platino (2) - AUT: Platino (7) - USA: Platino (5)  | Goodbye Lullaby                       |
| 2011                                                           | Smile                                      | 25                              | 37                              | 59                              | —                               | 40                              | —                               | —                               | 30                              | —                               | 68                              | —                               | —                               | - AUS: Platino - USA: Platino | Goodbye Lullaby                       |
| 2011                                                           | Wish You Were Here                         | —                               | —                               | 64                              | —                               | —                               | —                               | 59                              | —                               | —                               | 65                              | —                               | —                               | - USA: Oro | Goodbye Lullaby                       |
| 2013                                                           | Here's to Never Growing Up                 | 15                              | 49                              | 17                              | 63                              | 60                              | 7                               | 19                              | 24                              | 14                              | 20                              | —                               | —                               | - FRA: Oro - DEN: Oro - GER: Oro (3) - UK: Oro - JPN: Oro - NZL: Oro - SWE: Oro - VEN: Oro - CAN: Platino (3) - USA: Platino (3) - AUS: Platino (4)                                                                           | Avril Lavigne                         |
| 2013                                                           | Rock n Roll                                | 45                              | —                               | 37                              | 128                             | —                               | —                               | 47                              | —                               | 68                              | 91                              | —                               | —                               | - JPN: Oro - UK: Platino - USA: Platino (4) | Avril Lavigne                         |
| 2013                                                           | Let Me Go (feat. Chad Kroeger)             | 77                              | 32                              | 12                              | 168                             | 63                              | —                               | —                               | —                               | 66                              | 78                              | —                               | 63                              | - CAN: Platino | Avril Lavigne                         |
| 2014                                                           | Hello Kitty                                | —                               | —                               | 50                              | —                               | —                               | —                               | —                               | —                               | —                               | 75                              | —                               | —                               | - CAN: Oro | Avril Lavigne                         |
| 2015                                                           | Give You What You Like                     | —                               | —                               | —                               | —                               | —                               | —                               | —                               | —                               | —                               | —                               | —                               | —                               | - USA: Oro | Avril Lavigne                         |
| 2018                                                           | Head Above Water                           | 75                              | 30                              | 37                              | 58                              | 69                              | 93                              | 97                              | 21                              | 84                              | 64                              | —                               | 36                              | - BRA: Platino (2) - CAN: Platino (2) - NZL: Oro - USA: Platino | Head Above Water                      |
| 2018                                                           | Tell Me It's Over                          | —                               | —                               | —                               | —                               | —                               | —                               | —                               | 39                              | —                               | —                               | —                               | —                               | | Head Above Water                      |
| 2019                                                           | Dumb Blonde (feat. Nicki Minaj)            | —                               | —                               | 92                              | —                               | —                               | —                               | —                               | 16                              | —                               | —                               | —                               | —                               | | Head Above Water                      |
| 2019                                                           | I Fell in Love with the Devil              | —                               | —                               | —                               | —                               | —                               | —                               | —                               | —                               | —                               | —                               | —                               | —                               | - BRA: Oro | Head Above Water                      |
| 2020                                                           | We Are Warriors                            | —                               | —                               | —                               | —                               | —                               | —                               | —                               | —                               | —                               | —                               | —                               | —                               | | Head Above Water                      |
| 2021                                                           | Bite Me                                    | —                               | —                               | 63                              | —                               | —                               | 87                              | —                               | 19                              | 61                              | 120                             | —                               | —                               | - BRA: Oro - CAN: Platino | Love Sux                              |
| 2022                                                           | Love It When You Hate Me (feat. Blackbear) | —                               | —                               | 76                              | —                               | —                               | —                               | —                               | 9                               | —                               | —                               | —                               | —                               | | Love Sux                              |
| 2022                                                           | Bois Lie (feat. Machine Gun Kelly)         | —                               | —                               | 85                              | —                               | —                               | —                               | —                               | —                               | —                               | —                               | —                               | —                               | | Love Sux                              |
| 2022                                                           | I'm a Mess (con Yungblud)                  | —                               | —                               | —                               | —                               | —                               | —                               | —                               | —                               | —                               | —                               | —                               | —                               | | Love Sux                              |
| 2025                                                           | Young & Dumb (con Simple Plan)             |                                 |                                 |                                 |                                 |                                 |                                 |                                 |                                 |                                 |                                 |                                 |                                 | | /                                     |
| "—": non entrato in classifica o non pubblicato in quel paese. |                                            |                                 |                                 |                                 |                                 |                                 |                                 |                                 |                                 |                                 |                                 |                                 |                                 | |                                       |

### Come artista ospite
| Anno                                                           | Singolo                                                              | Posizioni massime in classifica | Posizioni massime in classifica | Album di provenienza         |
| Anno                                                           | Singolo                                                              | NZ                              | US                              | Album di provenienza         |
| -------------------------------------------------------------- | -------------------------------------------------------------------- | ------------------------------- | ------------------------------- | ---------------------------- |
| 2011                                                           | Best Years of Our Lives (Evan Taubenfeld featuring Avril Lavigne)    | —                               | —                               | /                            |
| 2021                                                           | Flames (Mod Sun feat. Avril Lavigne)                                 | 40                              | —                               | Internet Killed the Rockstar |
| 2024                                                           | Can You Die from a Broken Heart (Nate Smith featuring Avril Lavigne) | —                               | 102                             | California Gold              |
| 2025                                                           | 77 (Billy Idol featuring Avril Lavigne)                              | —                               | —                               | Dream Into It                |
| "—": non entrato in classifica o non pubblicato in quel paese. |                                                                      |                                 |                                 |                              |

### Singoli promozionali
| Anno | Singolo                                       | Certificazioni | Album di provenienza      |
| ---- | --------------------------------------------- | -------------- | ------------------------- |
| 2004 | Fall to Pieces                                |                | Under My Skin             |
| 2004 | Oh Holy Night (con Chantal Kreviazuk)         |                | Maybe This Christmas Too? |
| 2008 | Innocence                                     |                | The Best Damn Thing       |
| 2012 | Push                                          |                | Goodbye Lullaby           |
| 2012 | How You Remind Me                             |                | One Piece Film: Z         |
| 2017 | Baby, It's Cold Outside (con Jonny Blu)       |                | /                         |
| 2023 | Eyes Wide Shut (con Illenium e Travis Barker) |                | Illenium                  |
| 2023 | Fake as Hell (con gli All Time Low)           |                | /                         |

### Singoli di beneficenza
| Anno                                                           | Singolo                                                                                               | Posizioni massime in classifica | Posizioni massime in classifica | Certificazioni     |
| Anno                                                           | Singolo                                                                                               | CAN                             | UK                              | Certificazioni     |
| -------------------------------------------------------------- | --- | ------------------------------- | ------------------------------- | ------------------ |
| 2010                                                           | Wavin' Flag (con gli Young Artists for Haiti)                                                         | 1                               | 89                              | - CAN: Platino (3) |
| 2015                                                           | Fly                                                                                                   | 92                              | —                               |                    |
| 2019                                                           | Right Where I'm Supposed to Be (con Ryan Tedder, Luis Fonsi, Hussain Al Jassmi, Assala e Tamer Hosny) | —                               | —                               |                    |
| 2020                                                           | We Are Warriors                                                                                       | —                               | —                               |                    |
| 2020                                                           | Lean on Me (con gli ArtistsCAN)                                                                       | 13                              | —                               |                    |
| "—": non entrato in classifica o non pubblicato in quel paese. | |                                 |                                 |                    |

## Prima della carriera internazionale
1. Touch The Sky (Stephen Medd. 1999), inserita nell'album The Quinte Spirit di Stephen Medd
2. World To Me (Stephen Medd. 1999), in cui Avril fa il controcoro
3. The Quinte Spirit (Stephen Medd. 1999), in cui Avril fa il controcoro
4. Temple of Life (Stephen Medd. 2000), inserita nell'album My Window To You di Stephen Medd
5. Two Rivers (Tekahionwake) (Stephen Medd, Jamie Medd. 2000), inserita nell'album My Window To You di Stephen Medd

## Canzoni escluse da album
Canzoni escluse da Let Go 
1. I Don't Give inserita nel singolo Complicated.
2. Why inserita nel singolo Complicated nel Regno Unito e in Australia, su Let Go versioni australiana e giapponese e nel CD allegato al DVD di My World.
3. Get Over It (Avril Lavigne, The Matrix. 2002), inserita nel singolo Sk8er Boi e nella versione australiana e asiatica di Let Go.
4. Take Me Away, da non confondere con la traccia omonima presente nell'album Under My Skin.
5. Headset
6. Falling Into History (questa canzone è stata poi cantata da Brie Larson ed inserita nel suo album “Finally Out of P.E.”, uscito nel 2005).
7. Falling Down si trova nell'album Sweet Home Alabama Soundtrack (in italiano Tutta colpa dell'amore).
8. Tomorrow You Didn't (Keith Follese, Peter Zizzo)
9. All You Will Never Know, inserita nel singolo Mobile, pubblicato solo in Australia e Nuova Zelanda (in Australia il singolo è stato riservato alla diffusione radiofonica, mentre la copia fisica contenente le tracce Complicated, Let Go e All You WIll Never Know è uscita soltanto in Nuova Zelanda).[68]
10. Once And For Real
11. Make-Up
12. Not The Only One
13. Stay (Be The One)
14. Move Your Little Self On
15. You Never Satisfy Me
16. Let Go, inserita nel singolo Mobile, pubblicato solo in Australia e Nuova Zelanda (in Australia il singolo è stato riservato alla diffusione radiofonica, mentre la copia fisica contenente le tracce Complicated, Let Go e All You WIll Never Know è uscita soltanto in Nuova Zelanda).[68]
17. Think About It, uscita in rete solo nel maggio 2010
18. That Kinda Guy, di cui uno snippet è uscito in rete il 20 dicembre 2018.
19. Breakaway (Avril Lavigne, Matthew R. T. Gerrard, Bridget Louise Benenate, 2000) cantata da Kelly Clarkson.

 Canzoni escluse da Under My Skin 
1. I Always Get What I Want (Avril Lavigne, Clifton Magness. 2004), inserita come bonus track solo nelle versioni inglese e giapponese di Under My Skin. Inserita come lato b nel singolo Nobody's Home. Inserita anche nella colonna sonora del film Principe Azzurro Cercasi.
2. Take It (Avril Lavigne, Clifton Magness. 2004), inserito come b-side del singolo My Happy Ending.
3. Afraid I Might Find Another Guy (Avril Lavigne Evan Taubenfeld)
4. Daydream (Avril Lavigne Chantal Kreviazuk), nel 2008 Demi Lovato l'ha eseguita live in concerto e nel 2010 Miranda Cosgrove ha inserito la canzone nel suo album Sparks Fly.
5. Fall Back (Avril Lavigne Ben Moody)
6. Fall into the Sky (Avril Lavigne Rick Nowels)
7. Headache (Avril Lavigne Evan Taubenfeld)
8. Hold onto You (Avril Lavigne Evan Taubenfeld)
9. It's Not Over (Avril Lavigne Ben Moody)
10. I've Known All My Life (Avril Lavigne Evan Taubenfeld Matt Brann)
11. Kick and Shout (Avril Lavigne Evan Taubenfeld)
12. Leave Here a Little While (Avril Lavigne Evan Taubenfeld)
13. Not Gonna Run (Avril Lavigne Evan Taubenfeld)
14. Priceless (Avril Lavigne Evan Taubenfeld)
15. Show Me How (Avril Lavigne Evan Taubenfeld)
16. Sitting Here (Have No Friends) (Avril Lavigne Evan Taubenfeld)
17. Too Many Times (Avril Lavigne Evan Taubenfeld)
18. Understand Me (Avril Lavigne Evan Taubenfeld)
19. What Would You Be for Me (Avril Lavigne Evan Taubenfeld)

 Canzoni escluse da The Best Damn Thing 
1. Alone (Avril Lavigne, Lukas Gottwald, Max Martin), inserita come bonus track nella versione giapponese di The Best Damn Thing. Inserita come lato b nel singolo Girlfriend e nella Limited Edition dI The Best Damn Thing.
2. I Will Be (Avril Lavigne, Lukas Gottwald, Max Martin), inserita come bonus track per chi scarica il brano da iTunes e nella Limited Edition dI The Best Damn Thing; inserita nell'album di Leona Lewis, "Spirit", ed uscita come ultimo singolo estratto.
3. It's All Because of You (Avril Lavigne, Butch Walker), cantata dal duo giapponese Puffy AmyYumi, si trova nell'album "Bring It!" uscito nel 2009.
4. I Don't Wanna (Avril Lavigne, Butch Walker), cantata dal duo giapponese Puffy AmyYumi, inserita nell'album "Bring It!" del 2009.

 Canzoni escluse da Goodbye Lullaby 
1. Won't Let You Go, di cui uscì un piccolo snippet nel maggio 2010, mentre la versione completa fu diffusa soltanto nell'agosto 2011 (secondo alcune voci molto diffuse in rete, parrebbe essere stata scritta da Avril già nel 2006 per il film Eragon, ma venne successivamente scartata in favore della canzone Keep Holding On, poi pubblicata nell'album The Best Damn Thing) [senza fonte].
2. Dancing Crazy (Avril Lavigne, Max Martin, Shellback, 2010), cantata da Miranda Cosgrove e inserita nell'edizione giapponese dell'album "Sparks Fly" del 2010 e nell'EP "High Maintenance" del 2011.
3. Candy (Avril Lavigne), è stata diffusa solamente una versione strumentale, senza parole.
4. Complete Me (Avril Lavigne), è stata diffusa solamente una versione strumentale, senza parole. È stata poi riscritta e il suono di base è stato modificato, e la "nuova" canzone è stata pubblicata nel 5º album, del 2013, con il titolo "Hello Heartache".
5. Gone (Avril Lavigne), è stata diffusa solamente una versione strumentale, senza parole.

 Canzoni escluse da Avril Lavigne 
1. Fly (Avril Lavigne and Robb Dipple, 2015), realizzata per essere introdotta nel quinto album per poi essere esclusa, modificata e infine pubblicata nell'aprile 2015 in occasione delle para-olimpiadi 2015 di Los Angeles.

 Canzoni escluse da Head Above Water 
1. Break It So Good, di cui è stata diffuso uno snippet online l'11 febbraio 2019: la canzone completa è stata diffusa online il 14 febbraio 2019.
2. Don't Stop (scritta da Avril Lavigne, Ketil Jansen, Sebastian Kornelius, Lauren Christy e Tayla Parx), di cui è stata diffuso uno snippet online l'11 febbraio 2019: la canzone completa è stata diffusa online il 14 febbraio 2019.
3. I Want What I Want, di cui è stata diffuso uno snippet online l'11 febbraio 2019: la canzone completa è stata diffusa online il 14 febbraio 2019.
4. In Touch (scritta da Avril Lavigne, Bebe Rexha, Talay Riley e Lauren Christy e prodotta da Christoph Andersson), di cui è stata diffuso uno snippet online l'11 febbraio 2019: la canzone completa è stata diffusa online il 14 febbraio 2019.
5. Lucky One’s, scritta da Avril Lavigne, JR Rotem, Isley Juber, Lauren Christy e Jason Evigan.
6. Here In Your Arms, scritta da Avril Lavigne, Travis Clark e Chad Kroeger.
7. Your

## Altre canzoni
1. SpongeBob SquarePants Theme Song (Patrick Pinney, 2004), inserita nell'album The Spongebob Squarepants Movie: Music From The Movie And More...
2. Never Say (Sincere, 2008), canzone del rapper Sincere che contiene un campionato di Things I'll Never Say.
3. Evan Way (Evan Taubenfeld, Avril Lavigne, Kadish, 2010), inserita nell'album di Evan Welcome to the Blacklist Club, contiene un campionato di Innocence.
4. Cheers (Drink To That) (Scott Spock, Graham Edwards, Lauren Christy, 2010), canzone di Rihanna contenuta nell'album Loud che contiene un campionato di I'm with You; nel video, uscito a fine agosto 2011, partecipa la stessa Avril in un piccolo cameo.
5. Best Years Of Our Lives (Evan Taubenfeld, 2011), cantata per la prima volta durante il “The Black Star Tour” a Winnipeg il 14 ottobre 2011 e successivamente registrata in studio e inserita su iTunes.
6. Tu Regreso Lo Que Pido (MC Davo, 2011), canzone del rapper messicano, contiene un campionato di When You're Gone.
7. Get Over Me (Nick Carter, 2015), canzone incluso nel suo album "All American", pubblicato il 25 novembre 2015, che vede la collaborazione di Avril.
8. Listen (One Ok Rock, 2017), canzone inclusa nel loro album "Ambitions", pubblicato il 22 gennaio 2017, che vede la collaborazione di Avril.
9. Wings Clipped (Grey, 2017), canzone inclusa nell'EP "Chameleon" pubblicato il 29 settembre 2017, che vede la collaborazione di Avril e Anthony Green.
10. Fake As Hell (All Time Low, 2023), singolo pubblicato il 15 settembre 2023 che vede il featuring di Avril Lavigne.

## Cover
1. All The Small Things (dei blink-182, live), cantata per la prima volta il 19 luglio 2005 al concerto di Nashville del “Bonez Tour” e in varie apparizioni televisive per promuovere “The Best Damn Thing”.
2. Adia (di Sarah McLachlan, live), cantata il 16 ottobre 2007 durante il concerto acustico tenuto al “The Roxy Theatre” e a Napanee prima che diventasse famosa. Successivamente inserita in un'edizione speciale di “The Best Damn Thing”. Il 28 novembre 2007 a Montréal Avril e Sarah l'hanno cantata insieme durante il concerto “United against AIDS”.
3. American Idiot (dei Green Day, live), cantata durante il ” Bonez Tour” in Australia.
4. Bad Reputation (di Joan Jett, studio), registrata per la pausa fra un cambio d'abito e l'altro per il “The Best Damn Tour”. Successivamente è stata inserita come bonus track nella versione giapponese di “Goodbye Lullaby” ed è stata utilizzata durante il “The Black Star Tour”. È stata anche inserita nella colonna sonora di “One Piece Film Z” e come bonus track nella versione giapponese di “Avril Lavigne”.
5. Basket Case (dei Green Day, live), cantata durante il “Try to Shut Me Up Tour” e inserita nel CD allegato al DVD “My World”.
6. Calendar Boy (Neil Sedaka, live), titolo originale “Calendar Girl”, 1961; Avril ha cambiato il titolo in “Calendar Boy”. Cantata durante un festival a Napanee.
7. Chop Suey (dei System of a Down, live), cantata durante la promozione di “Let Go” al club Astoria di Londra il 22 novembre 2002.
8. Fat Lip (Sum 41, live), breve cover cantata per le FUSE Sessions @ AOL il 13 luglio 2004.
9. Fuel (dei Metallica, live), cantata per “MTV Icon: Metallica” ed inserita nel CD allegato al DVD “My World”.
10. Hey Ya (Outkast, live), cantata durante il “Bonez Tour” ad Halloween a Filadelfia.
11. How Do I live (LeAnn Rimes, live), cantata durante un festival a Napanee.
12. Imagine (di John Lennon), per Amnesty International nella compilation "Instant Karma", prodotta da Butch Walker, con Chantal Kreviazuk al piano.
13. Iris (dei Goo Goo Dolls, con Johnny Rzeznik, live), cantata al “Fashion Rocks” del 2004.
14. Ironic (di Alanis Morissette, live, con Alanis Morissette), cantata in Jam Session insieme ad Alanis Morrisette l'11 febbraio 2005, alla House of Blues di Hollywood.
15. I Shall Be Released (Bob Dylan, live), pezzo cantato alla chiusura dello “Tsunami Beneficit Concert“del 2005, dove i partecipanti dello show cantano tutti insieme.
16. It Matters to Me (Faith Hill, live), cantata durante un festival a Napanee.
17. Kiss Me (dei Sixpence None the Richer, live), cantata durante un festival a Napanee.
18. Knockin' on Heaven's Door (di Bob Dylan), versione studio contenuta nelle compilation Peace Songs, Hope (War Child) e Unity, CD ufficiale delle Olimpiadi 2004, b-side del singolo Nobody's Home. Versione live nel CD allegato al DVD My World), successivamente inserita anche come bonus track nella versione giapponese di “Goodbye Lullaby”; è stato girato un video pubblicato nel 2003.
19. Mickey (di Tony Basil, live), breve cover suonata durante il “The Best Damn Tour” con Avril alla batteria.
20. Near To The Heart Of God (Cleland B. McAfee, live), che si sappia, questa è la prima canzone in assoluto cantata da Avril in pubblico (aveva 10 anni), durante un festival a Napanee.
21. No One Needs To Know (di Shania Twain, live), cantata durante un festival a Napanee.
22. O Canada (Inno del Canada, live), cantato prima di essere famosa.
23. O Holy Night (Placide Clappeau, Adolphe Adam), inserita nella compilation A Winter's Night: The Best Of Nettwerk Christmas Albums e nella compilation Maybe This Christmas Too?; duetto con Chantal Kreviazuk.
24. Smells Like Teen Spirit (Nirvana, live), cantata solo il 17 luglio 2005 nel concerto di Detroit del “Bonez Tour”.
25. Song 2 (Blur, live con Avril alla batteria), cantata in vari concerti del “Bonez Tour”, con Avril alla batteria e Matthew Brann alla voce. È stata eseguita anche in alcune tappe del "The Avril Lavigne Tour"
26. The Scientist (dei Coldplay, studio), cantata il 6 luglio 2007 alla “BBC Radio1″ a Londra. Inserita nella compilation “Radio 1′s Live Lounge – Volume 2″.
27. You Were Mine (dei Dixie Chicks, live), cantata durante un festival a Napanee.
28. In Too Deep (dei Sum 41, live, con Deryck Whibley), cantata durante il “The Best Damn Tour” per la prima volta a Sudbury il 5 agosto 2008, insieme all'ex marito Deryck Whibley.
29. Love Revolution (di Lenny Kravitz, studio, con Lenny Kravitz, Plain White T's, Vanessa Carlton e The Red Jumpsuit Apparatus), canzone utilizzata per lo spot “Inspired by the Artists…worn by you” per promuovere l'abbigliamento in jeans e fa da promozione alla linea di moda di Avril, "Abbey Dawn".
30. Wavin' Flag (di K'naan, studio, con K'naan, Avril Lavigne, Nelly Furtado, Nikki Yanofsky, Deryck Whibley, Jay Malinowski, Emily Haines, James Shaw, Pat Kordyback of Stereos, Fefe Dobson, Drake, Justin Bieber, Jully Black, Kardinal Offishall, Lights, Hawksley Workman, Pierre Bouvier, Pierre Lapointe). I ricavati della canzone andranno a favore della popolazione di Haiti; è stato girato anche un video pubblicato il 12 marzo 2010.
31. We Are Family (Sister Sledge, live), cantata il 13 aprile 2011 al “The Oprah Winfrey Show” insieme a Stevie Nicks, Sheryl Crow, Joan Jett, Pat Benatar, Miley Cyrus e Salt-n-Pepa.
32. What Made You Say That? (Shania Twain, duetto live), cantata all'Ontario's Corel Centre di Ottawa prima che diventasse famosa.
33. Wide Open Spaces (Dixie Chicks, live), cantata durante un festival a Napanee.
34. Lean On Me (di Bill Withers, live, con Heart), cantata il 7 maggio 2010 durante l'evento “17th annual Race to Erase MS”.
35. Tik Tok (di Ke$ha, studio), cantata nel febbraio del 2011 alla “BBC Radio1″ a Londra e al programma francese “Taratata”. Inserita nella compilation “Radio 1′s Live Lounge – Volume 6″.
36. Love Is A Battlefield (di Pat Benatar, live, con Pat Benatar), cantata il 13 aprile 2011 al “The Oprah Winfrey Show” in una puntata dedicata alle grandi donne della musica rock.
37. Airplanes (di B.o.B feat. Hayley Williams, live), cantata durante il “The Black Star Tour” come introduzione a “My Happy Ending” (solo il ritornello originariamente interpretato da Hayley Williams).
38. Fix You (di Coldplay, live), cantata durante diversi concerti del “The Black Star Tour”.
39. Pumped Up Kicks (di Foster the People, live con Avril alla chitarra), cantata durante il “The Black Star Tour” a Kuala Lumpur, con Avril alla chitarra e Jim McGorman alla voce.
40. How You Remind Me (di Nickelback, studio), inserita nel cd colonna sonora del film One Piece Film Z e nella versione special giapponese di "Avril Lavigne".
41. Rockstar (di Nickelback, live), cantata live con i Nickelback durante la tappa del loro tour l'8 settembre 2017 a Los Angeles.
42. Baby It's Cold Outside (di Frank Loesser, studio), cover natalizia uscita il 22 novembre 2017 e cantata in duetto con Jonny Blu.